# Batalla de Lieja
La batalla de Lieja (francès: Bataille de Liège; alemany: Eroberung von Lüttich) va ser l'acció que va iniciar la invasió alemanya de Bèlgica i la primera batalla de la Primera Guerra Mundial.
L'atac a la ciutat va començar el 5 d'agost de 1914 i va durar fins al 16 d'agost, quan l'última fortalesa es va rendir. La durada del setge de Lieja va retardar la invasió alemanya de França per 4-5 dies, ja que els ferrocarrils necessaris per als exèrcits alemanys a l'est de Bèlgica estaven aturats per la durada del setge i les tropes alemanyes no van aparèixer a Namur fins al 20 d'agost.

## Antecedents

### Desenvolupament estratègic

#### Bèlgica
La planificació militar belga es basava en el supòsit que altres potències expulsarien a l'invasor. No es va tenir en compte la probabilitat d'una invasió alemanya perquè França i la Gran Bretanya es veien com a aliats o perquè l'Entente Cordiale (1904) havia conduït als belgues a percebre que l'actitud britànica sobre Bèlgica seria la de protegir-la.
Es va formar un Estat Major el 1910, però el Chef d'État-Major Général de l'Armée (Cap d'Estat Major General de l'Exèrcit) el tinent general Harry Jungbluth es va retirar el 30 de juny de 1912 i no se substitueix fins al maig de 1914 pel tinent general Chevalier de Selliers de Moranville que va començar a planejar la concentració de l'exèrcit i es va reunir amb els funcionaris del ferrocarril el 29 de juliol.
Les tropes belgues es van concentrar al centre de Bèlgica, al Reducte Nacional de Bèlgica (a Anvers), preparades per a lluitar en qualsevol front, mentre que la posició fortificada de Lieja (PFL) i la posició fortificada de Namur (PFN) es van quedar per a assegurar la defensa de les fronteres. El Rei es convertia en Comandant en Cap en el cas de mobilització i era qui decidia on s'havia de concentrar l'exèrcit. Els soldats belgues, desorganitzats i mal entrenats, es van beneficiar amb aquest nou pla de rearmament d'una posició central que els permetia retardar el contacte amb un invasor, però també van ser necessàries unes fortificacions per a la defensa de la frontera. Una escola de pensament volia un retorn a un desplegament en línia en la frontera amb les teories franceses de l'ofensiva. Els plans belgues es van convertir en un compromís en què l'exèrcit de campanya es va concentrar darrere del riu Gete amb dues divisions d'avantguarda a Lieja i a Namur.

#### Alemanya
L'estratègia alemanya havia donat prioritat a les operacions ofensives contra França i una postura defensiva contra Rússia des de 1891. La planificació alemanya estava determinada per la inferioritat numèrica, la velocitat de mobilització, i la concentració i l'efecte del gran augment de la potència de les armes modernes. S'esperava que els atacs frontals fossin costosos i prolongats, i que només portessin a un èxit limitat, sobretot després que els francesos i els russos haguessin modernitzat les seves fortificacions de la frontera amb Alemanya.

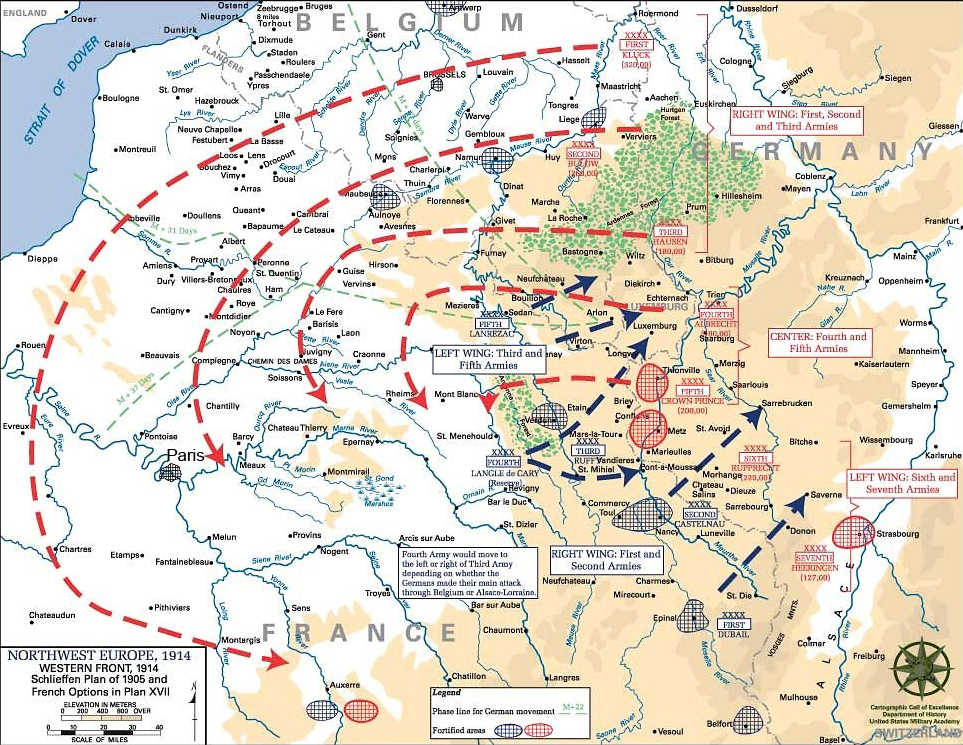
Pla Schlieffen

Alfred von Schlieffen, cap de l'Oberste Heeresleitung (OHL, Comandament Suprem de l'Exèrcit) de l'Imperi Alemany entre el 1891 i el 1906, va idear un pla (el Pla Schlieffen) per a evitar les fortificacions de la frontera francesa amb una ofensiva al flanc nord, on tindria una superioritat numèrica local amb què podria obtenir ràpidament una victòria decisiva. Entre el 1898 i 1899 es va planejar aquesta maniobra per a passar ràpidament a través de Bèlgica, entre Anvers i Namur, i poder amenaçar París des del nord.
Helmuth von Moltke el Jove va succeir a Schlieffen el 1906 i va creure que la resposta dels francesos no seria la que havien suposat els alemanys. Moltke va adaptar el pla de desplegament i de concentració per a realitzar un atac al centre o un atac envolvent des de dos flancs, mitjançant l'addició de divisions a la banda esquerra davant de la frontera francesa, on aproximadament 1.700.000 homes esperaven la mobilització de la Westheer (exèrcit de l'oest). La força principal alemanya seguiria avançant a través de Bèlgica per a atacar el sud de França, mentre que envoltarien els exèrcits francesos per la seva esquerra per deixar-los atrapats entre els rius Mosa, Aisne, Somme, Oise, Marne i el Sena, incapaços de retirar-se al centre de França. Els francesos serien aniquilats per la maniobra des del nord o es crearia les condicions per a la victòria en el centre o en Lorena, en la frontera comuna.

#### La declaració de guerra

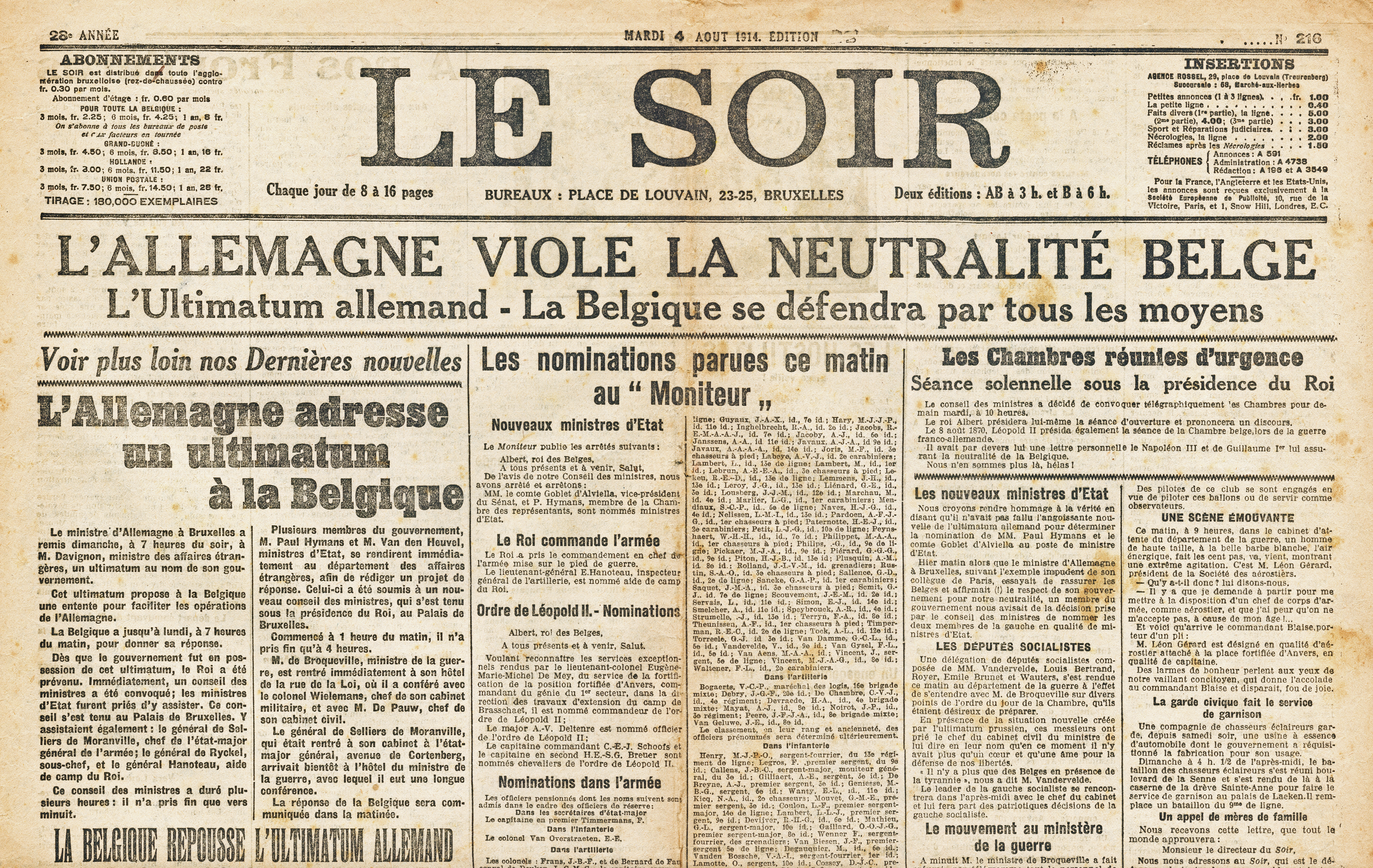
Portada del diari Le Soir, del 4 d'agost de 1914

El govern alemany envia un ultimàtum a Rússia a la mitjanit del 31 de juliol i 1 d'agost de 1914 i durant el dia anuncia l'estat de Kriegsgefahr (amenaça de guerra). El govern turc ordena la mobilització i la Borsa de Valors de Londres va tancar.
El govern britànic ordena la mobilització de la Royal Navy (marina de guerra) a l'1 d'agost. El govern alemany ordena la mobilització general, declara la guerra a Rússia i inicia les hostilitats a la frontera polonesa. El govern francès ordena la mobilització general.
El govern alemany envia un ultimàtum a Bèlgica al 2 d'agost exigint el pas pel territori belga, ja que les tropes alemanyes havien envaït Luxemburg. Comencen les operacions militars a la frontera francesa. Liepāja és bombardejada pel creuer lleuger alemany SMS Augsburg i el govern britànic garanteix la protecció naval de les costes franceses.
El govern belga rebutja les demandes d'Alemanya al 3 d'agost i el govern britànic garanteix el suport militar a Bèlgica en el cas que fos envaida per Alemanya. Alemanya declarara la guerra a França i el govern britànic ordena la mobilització general. Itàlia declara la neutralitat.
El govern britànic envia un ultimàtum a Alemanya al 4 d'agost, i declara la guerra a Alemanya a la mitjanit dels dies 4 i 5 d'agost (Hora Central Europea). Bèlgica trenca les relacions diplomàtiques amb Alemanya i Alemanya declara la guerra a Bèlgica. Les tropes alemanyes creuen la frontera belga i ataquen Lieja.

### Desenvolupament tàctic

#### La posició fortificada de Lieja
| Posició fortificada de Lieja (1914) | Posició fortificada de Lieja (1914) |
| ----------------------------------- | ----------------------------------- |
|                                     |                                     |
| Forts triangulars:                  |                                     |
| Pontisse                            |                                     |
| Barchon                             |                                     |
| Fléron                              |                                     |
| Boncelles                           |                                     |
| Flémalle                            |                                     |
| Loncin                              |                                     |
| Forts quadrilàters:                 |                                     |
| Liers                               |                                     |
| Évegnée                             |                                     |
| Chaudfontaine                       |                                     |
| Embourg                             |                                     |
| Hollogne                            |                                     |
| Lantin                              |                                     |

Lieja està situada en la confluència del riu Mosa, que flueix enmig de la ciutat a través d'un barranc profund, i del riu Ourthe, entre les Ardenes (al sud) i Maastricht i Flandes (al nord-oest). Les principals línies de tren que van d'Alemanya cap a Brussel·les i París es troben a la ciutat; Schlieffen i Moltke havien planejat utilitzar aquestes línies per a la invasió de França. Lieja i la seva rodalia van tenir un gran desenvolupament industrial i presentava un obstacle per a una força invasora, ja que la seva principal defensa era la Position fortifiée de Liège (Posició fortificada de Lieja, PFL), un cinturó de dotze forts situats entre 6 i 10 km de la ciutat construïts en 1892 per Henri Alexis Brialmont, el millor enginyer de fortaleses del segle xix. Els forts es van situar a 4 km entre si per recolzar-se mútuament però havien estat dissenyats per a una defensa frontal en comptes de per a una defensa integral.
Els dotze forts eren sis forts petits triangulars i sis forts llargs quadrilàters, construïts de formigó, amb fossats secs i rodejats amb filferro d'arç. Les grans estructures estaven enterrades i només eren visibles monticles o petites construccions. Els forts estaven armats amb canons obusos de 210 mm, canons de 150 mm i de 120 mm, i canons de tir ràpid de 57 mm. Cada fort tenia cúpules retràctils, canons mòbils de fins a 150 mm i les armes principals van ser muntades en torres d'acer que podien girar 360°, però només es podien col·locar canons de 57 mm.
Els forts tenien magatzems per a l'emmagatzematge de municions, habitacions amb capacitat per a 500 homes i generadors elèctrics per a la il·luminació. S'havien previst provisions per a les necessitats diàries de les tropes de la fortalesa però les latrines, dutxes, cuines i el dipòsit de cadàvers es van construir a la contraescarpa i podien convertir-se en inservibles si els fums de les explosions de les bombes dels bombadejos entraven als habitatges, ja que tenien ventilació natural. 
Els forts no tenien accés directe entre ells i només podien comunicar-se per telèfon i telègraf, però els cables no estaven enterrats. Brialmont havia dissenyat petites fortificacions i línies de trinxeres en les zones que hi havia entre els forts per enllaçar-los i per facilitar la protecció entre ells, però el 1914 encara no s'havien construït.
Les tropes dels forts encara no estaven a ple rendiment el 1914 i molts homes provenien d'unitats de guàrdies locals que havien rebut una formació mínima a causa de la reorganització de l'exèrcit belga, que s'havia començat a dur a la pràctica el 1911 i que no es completaria fins al 1926.

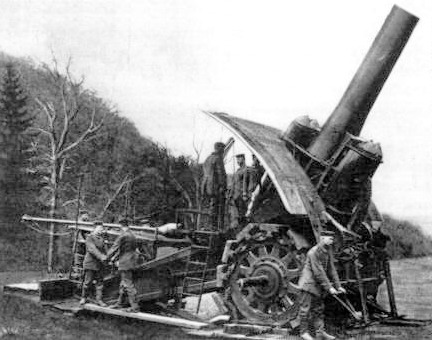
Canó obús de 420 mm (L / 12.420 mm M-Gerät 14 Kurze Marina-Kanone), conegut com el Gran Berta.

Els forts també tenien al voltant de 30.000 soldats de la 3a Divisió per a defensar les bretxes entre els forts, i al voltant de 6.000 membres del cos paramilitar La Garde Civique (La Guàrdia Cívica),  equipats amb fusells i metralladores. La guarnició de prop de 40.000 homes i 400 armes de foc era insuficient per a la dotació dels forts i fortificacions de campanya. A principis d'agost de 1914, els comandants de les guarnicions no estaven segurs de les forces que tindrien a la seva disposició, ja que no va ser possible que tot l'exèrcit belga arribés al riu Mosa fins al 6 d'agost.
El terreny que envoltava als forts era difícil d'observar, ja que hi havia molts barrancs entre els forts. Es van construir intervals de defensa just abans de la batalla però no van ser suficients per aturar la infiltració alemanya. Els forts van ser vulnerables als atacs de la part posterior, on es van concentrar els bombardejos alemanys. Els forts s'havien construït per a resistir el bombardeig d'armes de 210 mm, que era artilleria mòbil utilitzada el 1890, però formigó utilitzat en la construcció no era de la millor qualitat i el 1914 l'exèrcit alemany havia obtingut obusos de major calibre, com el Gran Berta de 420 mm (L / 12.420 mm M-Gerät 14 Kurze Marina-Kanone) i el Skoda de 305 mm (Skoda 305 mm Mörser M. 11).
La 3a Divisió belga va ser l'encarregada de defensar Lieja sota el comandament del tinent general Gérard Léman. Dins de la 3a Divisió hi havia quatre brigades i diverses altres formacions que sumaven el voltant de 36.000 soldats i 400 canons.
| 3a Divisió (1914) | 3a Divisió (1914) | 3a Divisió (1914)                                              |
| ----------------- | --- | -------------------------------------------------------------- |
|                   | 9a Brigada Mixta | 9è i 29è Regiment de Línia 43a, 44a i 45a Bateria d'Artilleria |
| 11a Brigada Mixta | 11è i 31è Regiment de Línia 37a, 38a i 39a Bateria d'Artilleria |                                                                |
| 12a Brigada Mixta | 12è i el 32è Regiments de Línia 40a, 41a i 42a Bateria d'Artilleria |                                                                |
| 14a Brigada Mixta | 14è i 34è Regiments de Línia 46a, 47a i 48a Bateria d'Artilleria |                                                                |
| 15a Brigada Mixta | 1r i 4t Regiment de Caçadors a peu 61a, 62a i 63a Bateria d'Artilleria |                                                                |
| Altres tropes     | 9è, 11è, 12è i 14è Regiment d'Infanteria de Reserva Quatre bateries de reserva Tres regiment d'artilleria, incloent la 40a, 49a i 51a Bateria d'Artilleria 3r Batalló d'Enginyers 3a Secció de Telegrafistes 2n Regiment de llancers (cavalleria) |                                                                |

#### L'exèrcit del Mosa
L'exèrcit del Mosa tenia al voltant de 59.800 homes amb 100 canons i obusos, sota el comandament del General Otto von Emmich i acompanyat de Erich Ludendorff en qualitat d'observador per a l'Estat Major.
| Exèrcit del Mosa (1914)       | Exèrcit del Mosa (1914) | Exèrcit del Mosa (1914) |
| ----------------------------- | --- | --- |
|                               | Brigades d'infanteria | 11a Brigada d'Infanteria, (General Major von Wachter) 14a Brigada d'Infanteria, (General Major von Wussow) 27a Brigada d'Infanteria, (Coronel von Massow) 34a Brigada d'Infanteria, (General Major von Kraewel) 38a Brigada d'Infanteria, (Coronel von Oertzen) 43a Brigada d'Infanteria, (General Major von Hülsen) |
| ii Cos de Cavalleria (HKK-II) | 2a Divisió de Cavalleria, (General Major von Krane) 4a Divisió de Cavalleria, (Tinent General von Garnier) 9a Divisió de Cavalleria, (General Major von Bulow) | |

## Preludi

### Les preparacions de l'ofensiva alemanya
L'agost de 1914 els alemanys es van adonar que la guarnició de Lieja era més gran del previst i que malgrat la seva ràpida mobilització, els belgues tindrien temps per millorar les defenses entre els forts. Sis brigades d'infanteria reforçades amb el ii Cos de Cavalleria i dirigits pel Cap del x Cos de l'Exèrcit, el general Otto von Emmich, havien d'estar llestos el 4 d'agost (la tercera jornada de mobilització), en Aquisgrà, Eupen i Malmedy per dur a terme el «coup de main» . L'adjunt del cap d'Estat Major del 2n Exèrcit, el general major Erich Ludendorff, va ser assignat al personal del x Cos com a observador perquè ja estava familiaritzat amb el pla després d'haver estat el cap del Departament de Desplegament de l'Estat Major General.
Estava planejat que la nit del 5 al 6 d'agost l'exèrcit alemany realitzés un atac per sorpresa, travessés el cinturó de les fortaleses de la Posició fortificada de Lieja i capturés la ciutat, per poder tindre el control de la xarxa de carreteres i del ferrocarril. La invasió va començar el 4 d'agost i grups de soldats amb avions, cavalls i bicicletes van avançar a la infanteria per a repartir pamflets i demanar calma als civils belgues. El flanc dret (el ii Cos de Cavalleria amb la 4a Divisió de Cavalleria i la 34a Brigada d'Infanteria) va avançar a prendre els ponts sobre el riu Mosa en Visé i poder fer un reconeixement d'Anvers i de Brussel·les per evitar que l'exèrcit belga els impedeixi avançar cap a Lieja.

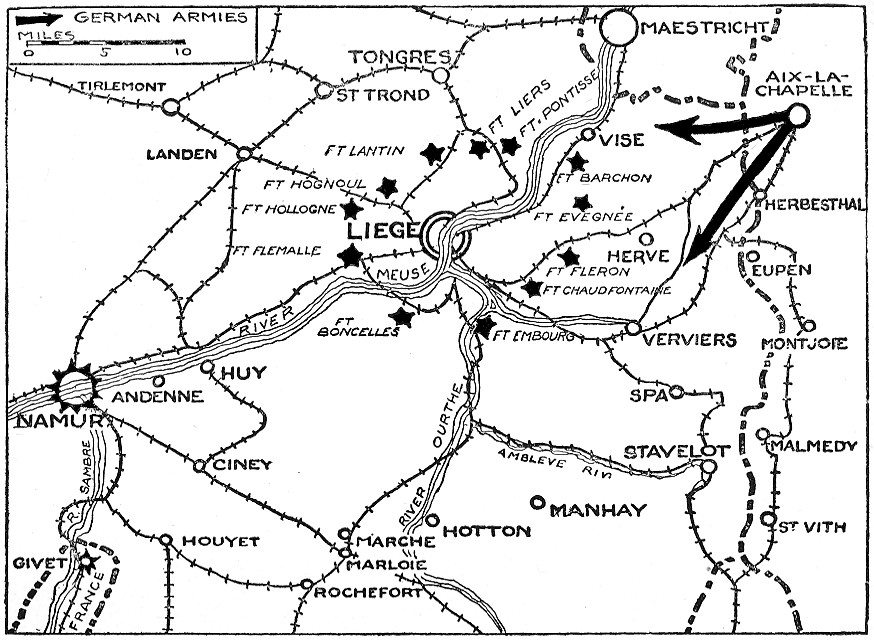
Inici de la batalla, avanç del 1r i 2n Exèrcit alemany.

L'avanç a Bèlgica es va fer baix un sufocant clima calorós i es va veure frenat per les barricades. La cavalleria va trobar destruït el pont en Visé i van ser contractats pel foc d'armes petites des de la riba oest. Els Jäger  van empènyer als belgues fora del poble, però la construcció d'un pont va retardar a la 34a Brigada i el foc dels forts de Lieja va fer insostenible la zona.
La 27a, 14a i 11a Brigada van aconseguir els seus objectius de Mortroux a Julémont, Herve i Soiron.
La 9a Divisió de Cavalleria, seguida de la 2a i 4a Divisió de Cavalleria, van avançar al sud del riu Vesdre i després de trobar molts obstacles va aconseguir arribar al riu Ourthe i van capturar el pont en Poulseur.
La 38a Brigada va arribar a Louveigné i a Theux, i la 43a Brigada va arribar a Stoumont i a La Gleize.
La nit va ser difícil a causa dels franctiradors de la Garde Civique i pel bombardeig dels forts, i les brigades van deixar d'avançar per a reunir-se als punts de partida i preparar l'atac de l'endemà. La 4a Divisó de Cavalleria no va poder travessar el riu en Lixhe fins a les 5.00 h a causa del foc d'artilleria de Lieja, i la 34a Brigada va aconseguir creuar les 22.30 h, deixant enrere l'artilleria i els subministraments.
La 27a Brigada va arribar a les seves posicions de partida d'Argeteau a Saint-Remy i La Vaux', i a la tarda comencen a disparar els seus morters contra els forts; un atac a la fortalesa Barchon va ser rebutjat.
La 14a i 11a Brigada aconsegueixen els seus objectius amb alguns combats a Forêt, i al sud la 9a Divisió de Cavalleria descansava els seus cavalls i mantenia la seva posició en l'aiguabarreig del riu Ourthe amb l'Amel per poder defensar-se d'un atac d'un cos de cavalleria que segons els informes es trobava entre Huy i Durbuy en lloc d'anar a prendre els ponts del riu Mosa entre Lieja i Huy; les brigades del sud van ser aturades a l'Ourthe, Esneux, Poulseur i en Fraiture.
A la tarda del 5 d'agost les tropes alemanyes ja estaven preparades per a fer el «coup de main», però era obvi que ja no es podia fer l'atac per sorpresa previst donada la resistència de l'exèrcit belga i de la Garde Civique d'un país densament poblat, i l'avançament s'havia alentit per les bardisses i les tanques. El general Emmich va enviar un missatger al general Leman, comandant de les fortaleses de Lieja, que li va respondre amb «Frayez-vous li pas!» (No li obriu!). Emmich va considerar que una demora podria beneficiar als defensors i va continuar amb el pla per a un atac ràpid.

### Les preparacions de la defensa belga
El 30 de juliol, el Cap de l'Estat Major General de Bèlgica va fer una proposta per implementar un pla per a contrarestar una possible violació del territori belga per part de l'exèrcit alemany, amb la concentració de l'exèrcit de campanya a cavall sobre el riu Gete, entre Hanny, Sint-Truiden, Tienen, Hamme i Mille. El rei va rebutjar això i va ordenar un desplegament més a l'oest de Perwez, Tienen, Lovaina i Wavre.
L'1 d'agost, els belgues van decidir col·locar una divisió a Lieja i una altra a Namur. Al 3 d'agost, les dues ciutats ja estaven preparades per a resistir el millor possible una invasió al mateix temps que la resta de l'exèrcit de campanya protegia Anvers mentre esperaven una intervenció de França i de Gran Bretanya, els altres garants de la neutralitat belga.
A Lieja, el general Leman va disposar de la 3a Divisió i de la 15a Brigada de la 4a Divisió que havia arribat d'Huy durant la nit del 5 al 6 d'agost, augmentant la guarnició fins a aproximadament uns 30.000 homes. Léman va desplegar la infanteria per poder fer front als atacs de l'est i del sud.

### Pla d'atac
El terreny de Lieja era favorable pels alemanys, ja que els espais entre els forts no estaven protegits i la zona estava plena de barrancs profunds que els protegiria dels bombardejos de l'artilleria dels forts. L'Estat Major General alemany va calcular que s'enfrontarien amb una guarnició de 6.000 homes que solien haver en temps de pau, reforçats amb uns 3.000 membres de la Garde Civique.
L'avanç de les tropes cap a Lieja es faria sobre terrenys inviables per a dificultar els atacs que podrien rebre, formant columnes de marxa darrere de les avantguardes, amb els rifles penjats que només podien ser utilitzats amb les ordres dels oficials, amb braçalets blancs i una contrasenya, «Der Kaiser» utilitzada pel reconeixement.
El pla consistia en: 
- la 34a Brigada atacava entre els forts Loncin i Pontisse
- la 27a Brigada penetrava entre el riu Mosa i el fort Evegnée a la riba oriental
- la 14a Brigada penetrava entre els forts Evegnée i Fléron
- L'11a Brigada penetrava entre els forts Fléron i Chaudfontaine
- la 38a i 43a Brigada atacava entre els rius Ourthe i Mosa
- el ii Cos de Cavalleria rodejava les fortificacions de Lieja i avançava cap al nord.

Les defenses dels forts havien de ser anul·lades durant la nit per a poder atacar Lieja durant el dia.

## Batalla

### Atac alemany, 6–7 d'agost
Al nord, la 34a Brigada, sota el comandament del General Major Richard von Kraewel, tenia vuit batallons (encara no disposava de la seva artilleria perquè encara no s'havia finalitzat el transport i estava al costat oposat del riu Mosa). L'atac va començar a les 2.30 h des de Hermée i van bombardejar amb metralla per a desorganitzar la infanteria belga. Un batalló es va dirigir cap a Pontisse i la resta va romandre a Herstal, on va començar una lluita de casa per casa en contra les tropes belgues i la Garde Civique. Després van prendre Prealle sota el foc envoltant de les fortaleses de Liers i de Pontisse.  Les tropes del Major von der Oelsnitz van arribar a Lieja i gairebé van capturar al general Leman. A l'alba la brigada estava en un terreny elevat al nord-oest d'Herstal i havien patit moltes baixes. Les tropes belgues van contraatacar des de Lieja i els alemanys van ser bombardejats des dels forts de Liers i Pontisse. A les 10.15 h, el general Kraewel va ordenar la retirada, que s'havia de fer entre els forts i que va provocar moltes més víctimes. La retirada es va fer fins al riu Mosa a Lixhe, amb pèrdues de 1.180 homes.
L'avanç de la 27a Brigada, sota el comandament del Coronel von Massow, va ser lent perquè les cases, tanques i bardisses dificultaven el seu moviment. Les tropes alemanyes que estaven en una posició defensiva més enllà d'Argentau van ser fortament bombardejades pels forts Wandre i Barcheron, on la desorganització i confusió va fer que els alemanys es disparessin entre ells, així com els belgues. A l'alba la brigada havia arribat al fort de Wandre però l'arribada de reforços belgues va obligar el general Massow ordenar la retirada d'Argenteau. A l'esquerra, una segona columna va arribar fins a Blegny, a l'est de fort Barcheron, però es va retirar a Battice quan es va a donar a conèixer el desenvolupament de les altres columnes.
Al sud-est, l'11a Brigada, sota el comandament del General Major von Wachter va atacar a través de Saint Hadelin i Magnée, on va haver d'avançar en una columna estreta a causa dels edificis que hi havia al llarg del camí. El foc d'armes petites van obligar els alemanys a moure's entre les cases retardant el seu l'avanç. No van a aconseguir arribar a Romsée fins a les 5.30 h, on el 14è Regiment belga havia pogut preparar les defenses. Els belgues van ser derrotats, però només després d'haver utilitzat l'artilleria que havia estat portat cap al front i l'avanç cap a Beyne-Heusay es va empantanegar.  La incertesa sobre els flancs va fer que Wachter fes una retirada pels barrancs que hi ha a l'est de Magnée, per trobar la coberta del bombardeig dels forts Pieron i Chaudfontaine.
Al sud del riu Vesdre, l'avanç de la 38a Brigada va començar el 5 d'agost a les 20.00 h amb la 43a Brigada en reserva. Els atacants van ser greument bombardejats mentre que encara estaven en el punt de partida i a més se'ls va empitjorar les coses per una tempesta elèctrica, els bloquejos de les carreteres i la dificultat dels camins forestals. En Esneux i Poulseur, els subministraments dels alemanys van ser saquejats per la Guàrdia Cívica i van haver de ser recuperada. Al bosc a l'est de Fort Boncelles hi va haver un enfrontament i el foc de les armes petites belgues van ferir al comandant de la 43a Brigada el General Major von Hülsen, colpejant la part posterior de la columna provocant la confusió. Les defenses belgues van ser capturades al matí, però les brigades s'havien dispersat; el poble de Boncelles va ser capturat però el foc de la fortalesa va obligar els alemanys a fugir cap al bosc del nord-oest. Més tard es van fer atacs contra els turons del sud i del sud-oest d'Ougrée. Hi va haver escaramusses durar tot el dia, amb moltes baixes al voltant de fort de Boncelles i quan va escassejar la munició de la 43a Brigada es va retirar a Fontin, i la 38a Brigada ja refeta es va retirar a Lince. Els atacs des del nord i el sud havien fracassat.
A les 3.00 h del 6 d'agost, els alemanys van dur a terme el primer atac aeri a una ciutat europea quan el dirigible Zeppelin Z-VI va bombardejar Lieja, però va tenir poc efecte i va ocasionar la mort de nou civils. L'aeronau va ser disparada per l'artilleria belga i va aterrar a prop de Bonn, fent un aterratge forçós a causa de la pèrdua de gas. 

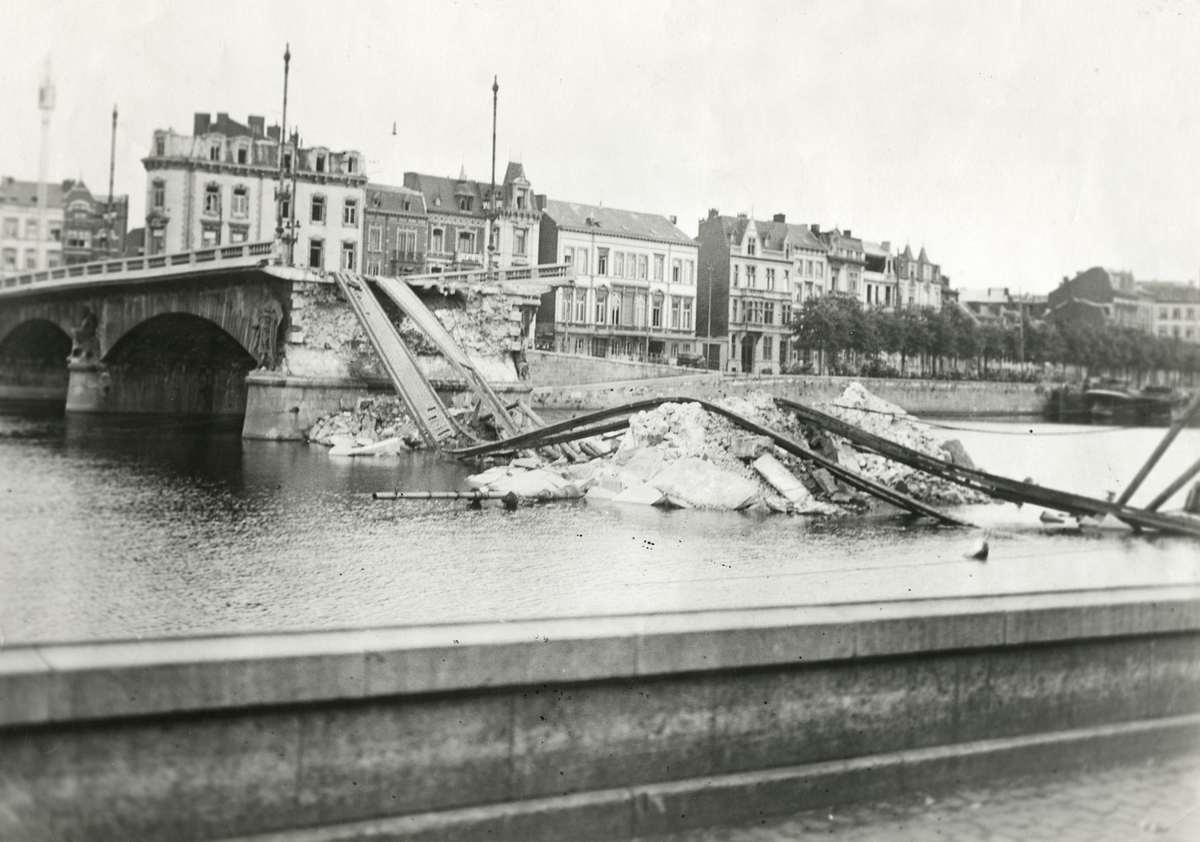
Pont destruït al centre de la ciutat de Lieja

El centre de la 14a Brigada va avançar a les 01.00 h, dirigit pels generals Otto von Emmich i Erich Ludendorff i va fer un ràpid avanç per Retinne, on les tropes belgues van cobrir el camí amb metralladores i van obligar els alemanys a ficar-se a cobert amb moltes baixes. El comandant de la brigada, el General Major von Wussow, i un comandant del regiment van ser ferits i Ludendorff es va fer càrrec de reunir els supervivents. Els belgues van ser rodejats i els alemanys van poder fer al voltant de 100 presoners. En Queue-du-Bois l'avanç va ser detingut amb combats de casa per casa, fins que es van portar dos canons obús i es va poder ocupar el poble a l'alba. Al migdia la brigada va arribar a un terreny elevat prop d'un convent cartoixà i van veure una bandera blanca a la Ciutadella sobre el riu. Es va enviar un oficial per a investigar i va descobrir que la bandera no havia estat autoritzada i que estava repudiada per Leman. Prop de 1.500 homes dels flancs van quedar aïllats durant la nit perquè es van tallar les comunicacions que tenien amb les unitats de la part posterior i no van poder rebre municions. Durant el matí, Emmich es va arriscar a ocupar els ponts defensats de Lieja per a poder ocupar la ciutat. El 165è Regiment d'Infanteria va travessar el riu i va arribar a la porta del nord-oest de la ciutat sense trobar resistència i van capturar nombrosos soldats d'infanteria de l'exèrcit belga. Ludendorff va portar el 27è Regiment d'Infanteria cap a la Ciutadella confiant que ja estava capturada però es va trobar només amb la guarnició que la defensava i que es negava a rendir-se.
Es va capturar la ciutat i els ponts del riu Mosa, amb la majoria de les línies ferroviàries intactes. Emmich va enviar agents per a contactar amb les altres brigades; l'11a Brigada va avançar durant la nit a través de foc d'artilleria del Fort Chaudfontain, va arribar a Lieja al migdia i va formar una línia defensiva al llarg del costat oest de la ciutat. La 24a, 27a Brigada i la resta de l'11a Brigada van entrar a la ciutat i va començar les operacions per a capturar els forts.

### Defensa belga, 6–7 d'agost

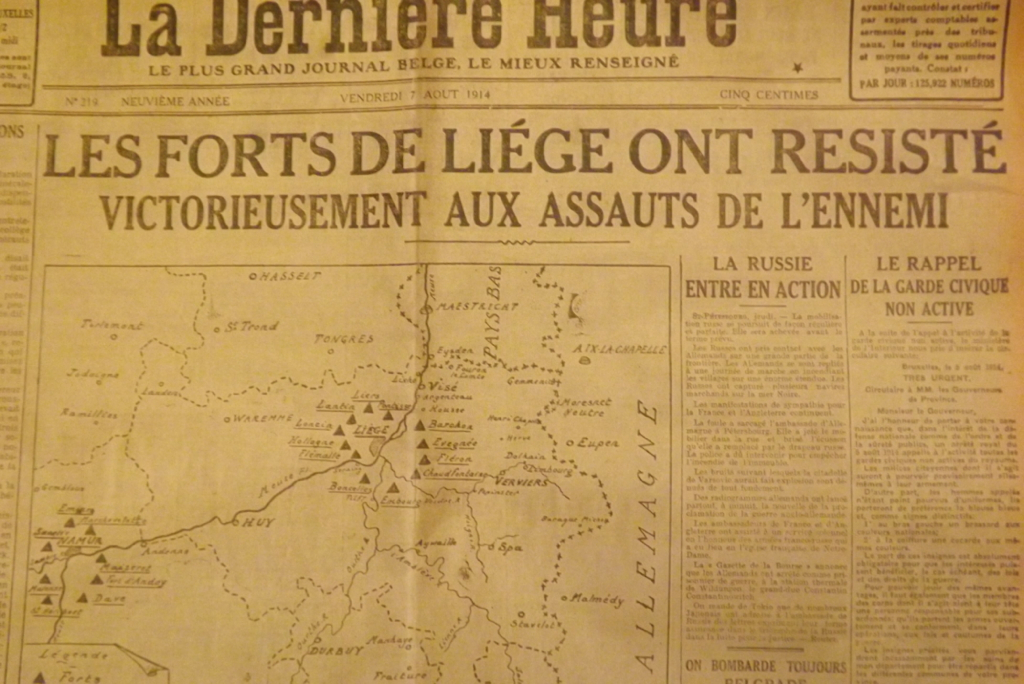
Els forts de Lieja resisteixen. Diari belga ""La Dernière Heure"" del divendres 7 d'agost de 1914

En el matí del 5 d'agost, el capità Brinckman, l'agregat militar de l'Imperi Alemany a Brussel·les, es va reunir amb el General Leman per a exigir-li la rendició de les fortaleses. Leman es va negar i una hora més tard va començar un atac sobre els forts de la riba oriental (Chaudfontaine, Fléron, Evegnée, Barchon i Pontisse).
Un atac sobre el riu Mosa en la confluència del riu Vesdre va fracassar. Els alemanys van penetrar breument la línia entre el fort Barchon i el Mosa, però van tornar de nou amb un contraatac de l'11a Brigada. Al final de la tarda i durant la nit la infanteria alemanya va atacar en cinc columnes: dos al nord, una a l'est i dos al sud. Encara que els atacs van ser defensats per l'artilleria pesant, la infanteria alemanya van ser rebutjada amb grans pèrdues.
L'atac a l'Ourthe va fer retrocedir als defensors entre els forts, però abans els contraatacs de la temporada 9a, 12a i 15a Brigada van comprovar l'avanç alemany. Just abans de l'alba, un petit grup d'assalt alemany va intentar segrestar al general Leman que estava en el Quarter General  en la rue Sainte Foi. Alarmat per trets al carrer, Leman i el seu personal van poder fugir lluitant contra l'escamot atacant, deixant una vintena de morts i ferits enrere.

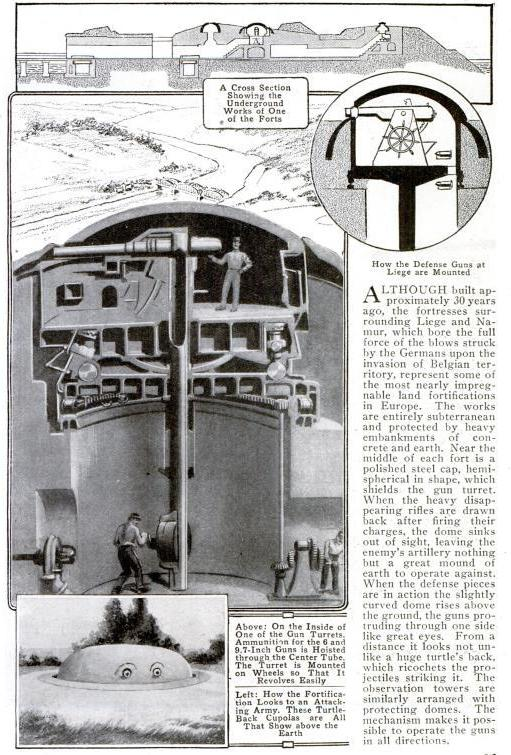
Secció d'una cúpula amb canó.

La cavalleria alemanya es va traslladar al sud de Visé per rodejar la ciutat i Léman decidir que la 3a Divisió s'hauria de retirar cap a l'oest del riu Gete per a unir-se a l'exèrcit de campanya belga.
Leman va descobrir que les unitats de cinc cossos alemanys s'enfrontaven amb els defensors i que el ii Cos de Cavalleria va envoltar la zona fortificada des del nord. Leman va ficar a 3a la tercera Divisió entre els forts Loncin i Hollogne per a començar la retirada cap a Gete. Les tropes de la fortalesa es van concentrar en els forts en comptes del perímetre i Leman van establir un nou quarter general al sud del fort Loncin, a la part occidental de la ciutat.
L'artilleria alemanya va bombardejar els forts i el fort Fléron va quedar fora d'acció quan els mecanismes de les seves cúpules van ser destruïdes pel foc d'artilleria.
Durant la nit del 6 al 7 d'agost la infanteria alemanya van ser capaç d'avançar entre els forts i durant la matinada del 7 d'agost, el general Ludendorff va prendre el comandament de l'atac. Va instal·lar dos canons obús, va lluitar pel poble de Queue-du-Bois des d'un terreny alt amb vistes a Lieja, i va capturar la ciutadella de Lieja. Ludendorff va enviar emisaris a Léman amb la bandera de treva per exigir la rendició però Leman es va negar.

## El setge

### 8–16 d'agost

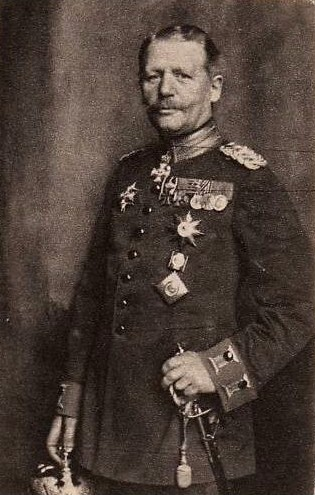
General Karl von Einem

El General Major von Bulow va donar el comandament de les operacions de setge de Lieja al general Karl von Einem, comandant del vii, ix i x Cos. Aquests tres cossos estaven situats a la frontera belga el 8 d'agost.
A Lieja, el 7 d'agost, Emmich va enviar oficials d'enllaç per contactar amb les brigades disperses al voltant de la ciutat. Una part de l'11a Brigada va avançar a la ciutat i es va reunir amb les tropes que estaven a la franja occidental. La 27a Brigada va arribar el 8 d'agost juntament amb la 14a Brigada i la resta de l'11a Brigada.
El fort Barcheron va caure després d'un bombardeig de morters i la 34a Brigada es va fer càrrec de la defensa del pont sobre el riu Mosa en Lixhe. En el front sud la 38a i 43a Brigada es van dirigir cap a Theux, després de rebre un informe fals que deia que les tropes belgues estaven atacant des de Lieja i Namur.
En la nit del 10 a l'11 d'agost, Einem va ordenar al vii, ix i x Cos la defensa dels fronts de l'est i sud-est de Lieja a mesura que fossin arribant i assigna la captura dels forts Liers, Pontisse, Evegnée i Fléron al ix Cos i dels forts Chaudfontaine i Embourg al vii Cos, mentre que el x Cos s'encarregava de vigilar el flanc sud.

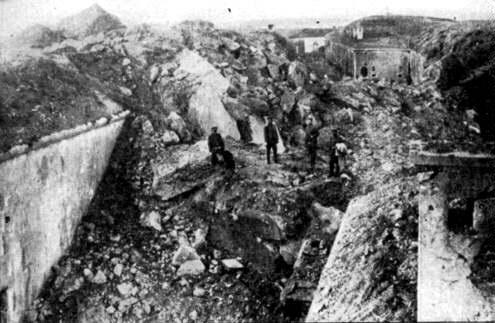
Fort Loncin poc després de la batalla.

Abans que arribessin les ordres, el fort Evegnée va ser capturat després d'un bombardeig. El ix Cos va aïllar el fort Pontisse el 12 d'agost i durant la tarda va començar el bombardeig dels forts Pontisse i Fléron amb morters de defensa costanera de 380 mm i obusos de 420 mm. L'artilleria pesant del vii Cos va començar a disparar contra el fort Chaudfontaine, el fort Pontisse es va rendir i el ix Cos va travessar el riu Mosa per a atacar el fort Liers.
El fort Liers caure durant el matí del 14 d'agost i la guarnició de la fortalesa Fléron es va lliurar a la tarda després d'un bombardeig amb morters Minenwerfer. El x Cos i la 17a Divisió es van traslladar cap al nord i el vii Cos va anar al sud de la línia de ferrocarril de Lieja-Brussel·les.
El 15 d'agost va començar un bombardeig als forts de l'oest de la ciutat. El fort Boncelles va caure durant el matí i el fort Lantin durant la tarda. El fort Loncin va ser devastat pels canons de 420 mm i el fort Léman va ser capturat. Els forts Hollogne i Flémalle es van lliurar al matí del 16 d'agost després d'un breu bombardeig.

## Conseqüències

### Baixes
H. Herwig va escriure el 2009 que l'exèrcit belga va tenir 20.000 baixes a Lieja i que el 8 d'agost de l'atac alemany havia costat 5.300 homes. Altres fonts donen belga morts o ferits i 4.000 presoners.

### Anàlisi
El 1r, 2n i 3r Exèrcit alemany ja van quedar lliures al matí del 17 d'agost per a reprendre el seu avanç cap a la frontera francesa. L'exèrcit de campanya belga es va retirar del riu Gete cap a Anvers entre el 18 i el 20 d'agost i Brussel·les va ser capturada sense oposició el 20 d'agost. El setge de Lieja havia durat onze dies en comptes dels dos dies previstos pels alemanys. Durant divuit dies, la resistència belga de l'est del país va retardar les operacions alemanyes i va donar un avantatge a les forces franco-britàniques al nord de França i de Bèlgica.

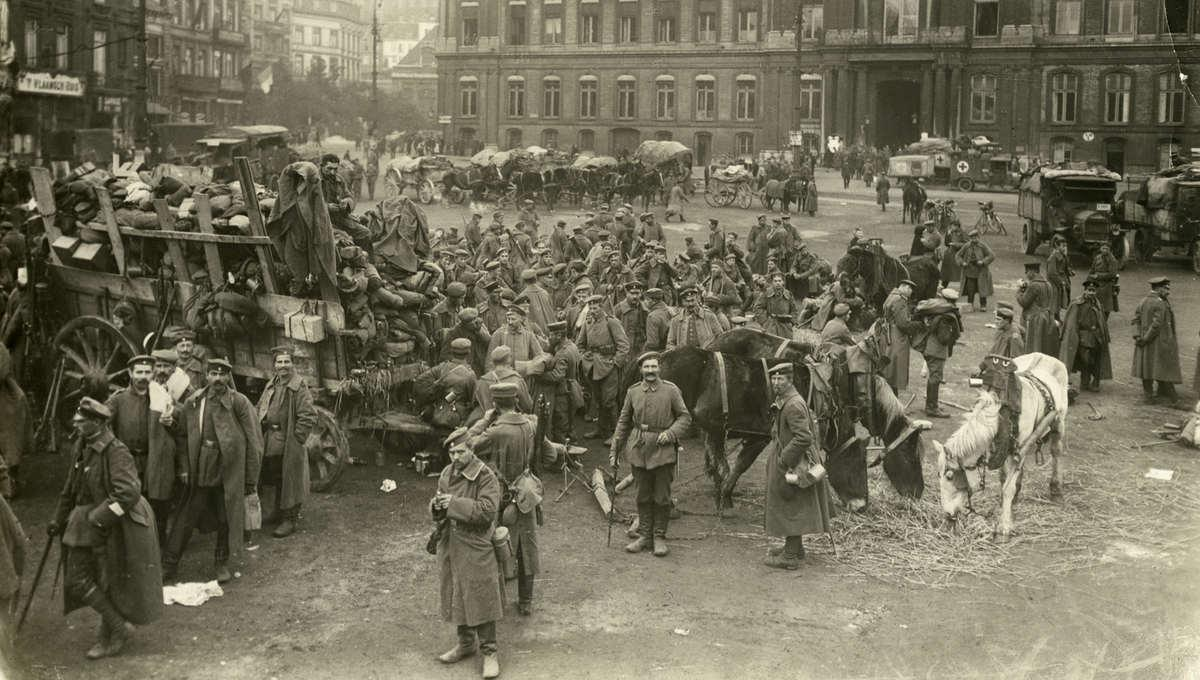
Tropes alemanyes en Lieja

En «Graf Schlieffen und der Weltkrieg» (El General Schlieffenn i la Guerra Mundial) (1921) Wolfgang Foerster va escriure que el calendari de desplegament alemany havia exigit als seus exèrcits a arribar a una línia de Thionville a Sedan i Mons durant la 22a jornada de mobilització (23 d'agost) i que es va aconseguir abans del previst.
El «Bulletin Belge des Sciences Militaires» (Butlletí Belga de Ciències Militars) (setembre de 1921) va confirmar un retard de quatre dies.
En el primer volum de «Der Weltkrieg» (La Guerra Mundial) (1925), els historiadors oficials alemanys van escriure que la Batalla de Lieja havia acabat just a temps perquè els exèrcits alemanys comencessin la seva marxa cap a la vall del Mosa i que la línia de tren d'Aquisgrà fins a Lieja estava en funcionament abans del 15 d'agost, encara que eren necessàries les reparacions del túnel de Nasproue i de la línia en Verviers, on 17 locomotores s'havien estavellat juntes. Els esforços de la 14a Brigada, Emmich i Ludendorff van ser elogiats i es va destacar el valor de l'artilleria súper-pesada.
JE Edmonds, historiador i oficial britànic, va escriure el 1926 que el general Alexander von Kluck havia considerat que la resistència de les guarnicions de Lieja havien causat un retard de 4-5 dies. El cos més avançat del 1r Exèrcit va arribar a una línia de Hasselt i Gorsem, a 64 km a l'oest d'Aquisgrà, entre el 7-17 d'agost i la resistència de les guarnicions de Lieja va poder evitar que els alemanys d'arribar a la zona el 10 d'agost.
El general Karl von Bülow, comandant del 2n Exèrcit alemany, va escriure que Lieja havia estat assetjada per sis brigades compostes i un cos de cavalleria, i que el 10 d'agost l'OHL (Comandament suprem de l'exèrcit alemany) tenia l'esperança de començar l'avanç de la frontera francesa tres dies després però que el setge retarda la marxa fins al 17 d'agost.
L'historiador britànic Charles Cruttwell va comentar el 1934 que la valenta resistència belga en Lieja va sorprendre els alemanys, però no van interferir en els seus plans i que la causa més greu del seu retard van ser les demolicions dels túnels ferroviaris i dels ponts.
Sewell Tyng va escriure el 1935 que l'avanç cap al sud dels exèrcits alemanys havien començat al 14 d'agost després que caiguessin tots els forts de la riba dreta.
El 2001, l'historiador militar Hew Strachan va escriure que l'avanç alemany s'havia retardat per 48 hores a causa que la concentració dels cossos actius alemanys no s'havia fet fins al 13 d'agost.
L'efecte destructiu de l'artilleria pesant alemanya i austríaca sobre les fortaleses franceses i belgues el 1914 va donar lloc a una pèrdua de confiança de les fortificacions, i es va retirar gran part de l'artilleria dels forts de França i de Rússia per a reforçar als exèrcits de campanya.

## Homenatge i memòria

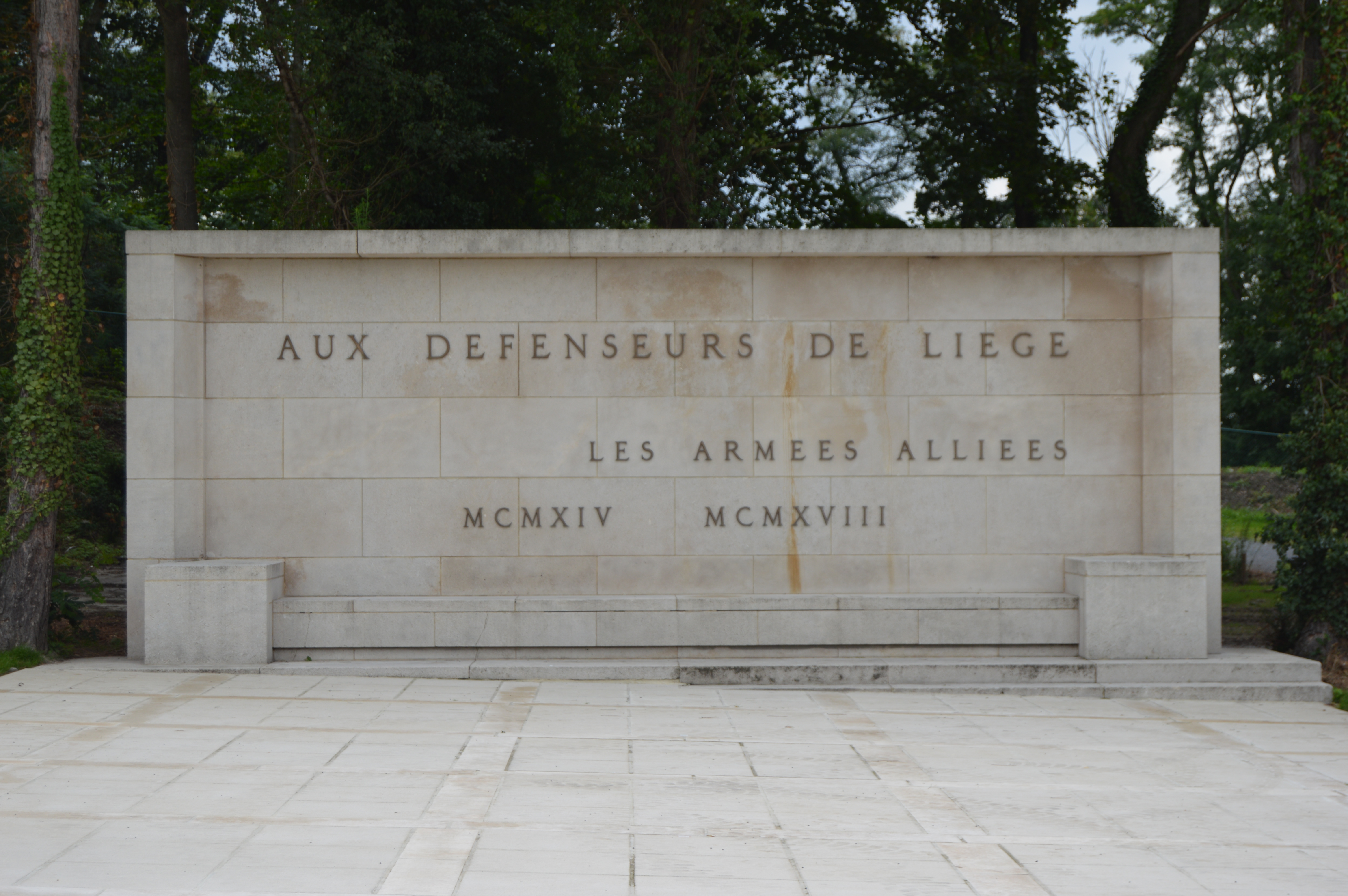
Monument als defensors de Lieja

França va atorgar a la ciutat de Lieja la Legió d'Honor el 1914. Les tropes de campanya belga i les fortaleses van rebre el mèrit anomenat «resistència de Lieja» perquè aquesta resistència va enderrerir l'avanç de l'exèrcit alemany al voltant d'una setmana a partir de la programació original i aquests dies van ser molt valuosos per a la preparació dels aliats a l'oest.
En París, el café vienés va canviar de nom a café de Lieja. El carrer «Berlin» i l'estació de la línia 13 del metro de París amb el mateix nom es van reanomenar «Liège» (Lieja) l'1 de desembre de 1914.
La Medalla de Lieja va ser atorgada a l'abril de 1920 als defensors dels militars de la ciutat de Lieja que van participar en la batalla de Lieja. Posteriorment, es va concedir la «Medalla dels Presos Polítics» als residents de la ciutat de Lieja que van ser condemnats amb prou feines de presó per un tribunal alemany després de la batalla.
De la dotzena de fortaleses construïdes per Brialmont, set estan obertes al públic i es poden visitar: Loncin, Lantin, Flémalle, Hollogne, Pontisse, Barchon i Embourg. Loncin és un cementiri militar i un monument commemoratiu des de l'explosió del 15 d'agost de 1914. Es va restaurar Lantin i presenta les aparences d'una fortalesa de 1888, ja que no es va rearmar entre les guerres mundials. No s'ha rehabilitat Chaudfontaine però es pot visitar en certes circumstàncies.
El Mémorial Interallié (Memorial interaliat) és un memorial construït el 1928 sobre el turó de Cointe, a Lieja. El memorial està format per l'església del Sagrat Cor i Nostra Senyora de Lurdes com a edifici religiós i una torre com a monument civil. Al 4 d'agost de 2014 es va commemorar el centenari de l'inici de la Primera Guerra Mundial, on van assistir molts caps d'Estat.